# Buzz Calkins
Buzz Calkins, all'anagrafe Bradley Calkins Jr. (Denver, 2 maggio 1971) è un ex pilota automobilistico statunitense, campione della Indy Racing League nel 1996.

## Carriera
Dopo aver corso nella SCCA National Championship Runoffs e nella Indy Lights, nel 1996 approda nella neonata Indy Racing League dove vince la prima gara in assoluto, laureandosi al termine nella stagione, campione del mondo assieme al pilota Scott Sharp.

## Risultati

### Corse americane a ruote scoperte

#### SCCA National Championship Runoffs
| Anno | Tracciato    | Vettura   | Motore | Classe       | Iniziato | Finito | Status      |
| ---- | ------------ | --------- | ------ | ------------ | -------- | ------ | ----------- |
| 1990 | Road Atlanta | Swift DB1 | Ford   | Formula Ford | NP       |        | Non partito |

#### Indy Lights
| Anno | Squadra             | 1     | 2      | 3      | 4      | 5      | 6      | 7      | 8      | 9      | 10     | 11     | 12    | Punti | Pos. |
| ---- | ------------------- | ----- | ------ | ------ | ------ | ------ | ------ | ------ | ------ | ------ | ------ | ------ | ----- | ----- | ---- |
| 1993 | Bradley Motorsports | PHX   | LBH 11 | MIL 4  | DET 10 | POR 11 | CLE 13 | TOR 17 | NHA 4  | VAN 11 | MDO 13 | NAZ 6  | LS 10 | 44    | 11º  |
| 1994 | Bradley Motorsports | PHX 8 | LBH 14 | MIL 8  | DET 11 | POR 7  | CLE 10 | TOR 7  | MDO 10 | NHA 6  | VAN 10 | NAZ 19 | LS 19 | 41    | 10º  |
| 1995 | Bradley Motorsports | MIA 9 | PHX 3  | LBH 16 | NAZ 4  | MIL 3  | DET 7  | POR 5  | TOR 8  | CLE 5  | NHA 17 | VAN 11 | LS 13 | 77    | 6º   |

#### Indy Racing League
| Anno    | Squadra             | Telaio        | Motore               | 1      | 2      | 3       | 4       | 5       | 6       | 7      | 8       | 9       | 10     | 11     | 12    | 13     | Punti | Posizione |
| ------- | ------------------- | ------------- | -------------------- | ------ | ------ | ------- | ------- | ------- | ------- | ------ | ------- | ------- | ------ | ------ | ----- | ------ | ----- | --------- |
| 1996    | Bradley Motorsports | Reynard 95i   | Ford XB V8 t         | WDW 1  | PHX 6  | INDY 17 |         |         |         |        |         |         |        |        |       |        | 246   | 1º        |
| 1996-97 | Bradley Motorsports | Reynard 95i   | Ford XB V8 t         | NWH 2  | LVS 6  |         |         |         |         |        |         |         |        |        |       |        | 204   | 10º       |
| 1996-97 | Bradley Motorsports | G-Force GF01  | Oldsmobile Aurora V8 |        |        | WDW 11  | PHX 8   | INDY 11 | TXS 19  | PPI 5  | CLT     | NH2 21  | LV2 28 |        |       |        | 204   | 10º       |
| 1998    | Bradley Motorsports | G-Force GF01B | Oldsmobile Aurora V8 | WDW 14 | PHX 9  | INDY 10 | TXS 15  | NWH 15  | DOV Wth | CLT    | PPIR 24 |         |        |        |       |        | 134   | 19º       |
| 1998    | Bradley Motorsports | Dallara IR8   | Oldsmobile Aurora V8 |        |        |         |         |         |         |        |         | ATL 28  | TX2 11 | LVS 11 |       |        | 134   | 19º       |
| 1999    | Bradley Motorsports | Dallara IR9   | Oldsmobile Aurora V8 | WDW 17 | PHX 14 |         |         |         |         |        |         |         |        |        |       |        | 201   | 13º       |
| 1999    | Bradley Motorsports | G-Force GF01C | Oldsmobile Aurora V8 |        |        | CLT C   | INDY 19 | TXS 9   | PPI 14  | ATL 5  | DOV 8   | PPI2 15 | LVS 5  | TX2 8  |       |        | 201   | 13º       |
| 2000    | Bradley Motorsports | Dallara IR-00 | Oldsmobile Aurora V8 | WDW 8  | PHX 23 | LVS 25  | INDY 18 | TXS 4   | PPI 12  | ATL 23 | KTY 12  | TX2 9   |        |        |       |        | 145   | 15º       |
| 2001    | Bradley Motorsports | Dallara IR-01 | Oldsmobile Aurora V8 | PHX 9  | HMS 16 | ATL 3   | INDY 12 | TXS 15  | PPI 15  | RIR 10 | KAN 13  | NSH 9   | KTY 16 | STL 22 | CHI 9 | TX2 10 | 242   | 9º        |

#### 500 Miglia di Indianapolis
| Anno   | N° auto | Partito | Media qualifica | Finito | Giri | Giri in testa | Causa ritiro    |
| ------ | ------- | ------- | --------------- | ------ | ---- | ------------- | --------------- |
| 1996   | 12      | 9º      | 229.013         | 17º    | 148  | 0             | Guasto al freno |
| 1997   | 12      | 16º     | 209.564         | 11º    | 188  | 0             | Mezzo albero    |
| 1998   | 12      | 18º     | 226.196         | 10º    | 195  | 4             | /               |
| 1999   | 12      | 26º     | 220.297         | 19º    | 133  | 0             | /               |
| 2000   | 12      | 22º     | 219.862         | 18º    | 194  | 0             | /               |
| 2001   | 12      | 24º     | 222.467         | 12º    | 198  | 0             | /               |
| Totale | Totale  | Totale  | Totale          | Totale | 1056 | 4             |                 |